# 제4차 대프랑스 동맹
제4 대프랑스 동맹(Fourth Coalition, 1806년 10월 6일 - 1807년 7월 7일)은 나폴레옹 1세의 프랑스 제국의 패권에 도전하기 위해 프로이센 왕국, 러시아 제국, 작센 왕국, 스웨덴, 영국이 결성한 동맹이다.

## 독일-폴란드 전쟁 (1806년 - 1807년)

### 예나-아우어슈테트 전투

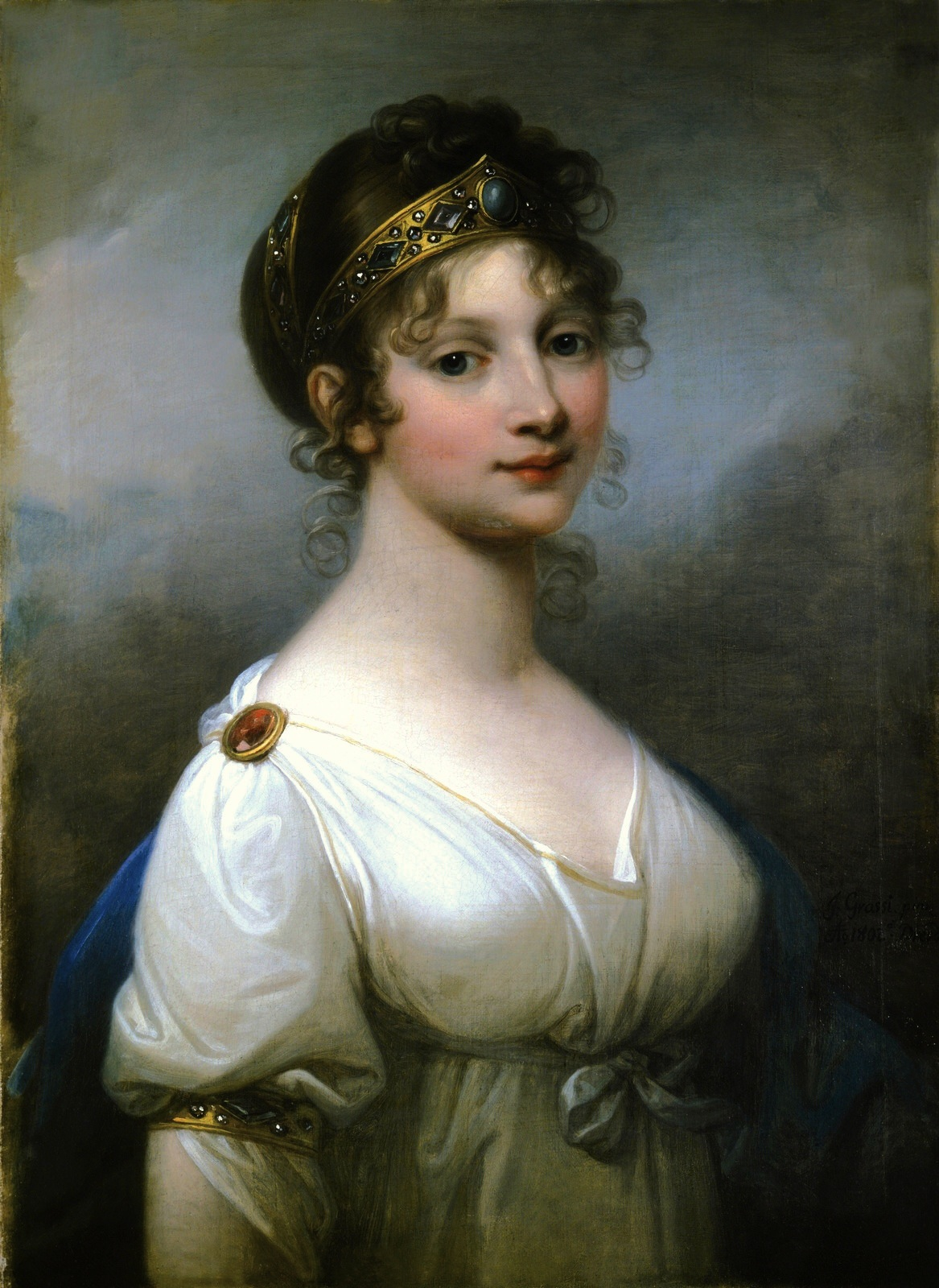
루이제 왕비

프로이센 국왕 프리드리히 빌헬름 3세는 국력의 차이가 현저한 프랑스와 전쟁을 그다지 찬성하지 않았으나, 왕비 루이제 폰 메클렌부르크, 프로이센 왕자 루이 페르디난트 같은 반나폴레옹의 선봉은 왕을 설득하여, 결국 전쟁을 벌이게 한다.
프로이센군을 동원했지만, 작전 계획이나 지휘권의 소재가 명확하지 않았기 때문에 동원은 부진했다. 1806년 9월 26일 프로이센은 프랑스군에게 독일에서 철수하라는 최후 통첩을 보냈다. 이때는 전날 9월 25일 나폴레옹이 파리를 출발한 후였다. 이러한 프로이센군의 초동 지연은 프랑스군에 대비를 할 시간만 벌어 주었다.
10월 9일 프로이센군은 프랑스에 선전 포고를 하고 15만 병력으로 튀링겐을 침공했다. 나폴레옹은 즉시 20만 병력으로 바이에른에서 작센 방면을 향해 진격하였다. 10월 10일, 《잘펠트 전투》에서 란누 군단이 프로이센군 선봉 루이 페르디난트 황태자가 전사했다.
프로이센군 본대도 10월 14일 《예나-아우어슈테트 전투》에서 치명적인 타격을 받았다. 예나 방면에서 나폴레옹이 이끄는 프랑스군 주력이 프로이센군의 후위 부대를 격파했고, 아우어슈테트 방면에서 프리드리히 빌헬름 3세와 브라운슈바이크 공작이 이끄는 프로이센군 주력이 2배의 병력으로 다부 군단을 공격하였지만, 격퇴되었다.
프랑스군은 패주하는 프로이센군을 추격하여, 10월 25일 프로이센의 수도 베를린을 함락하였다. 10월 27일 나폴레옹은 베를린에 입성했다. 개전부터 불과 19일만에 일어난 일이었다. 프리드리히 2세의 묘를 방문한 나폴레옹은 "그가 살아있다면 우리는 오늘 여기에서 있지 않았을 것이다"라고 말했다고 한다. 11월 6일, 마그데부르크의 수비대가 항복했고, 사실상 국내 프로이센군은 소멸되었다.

### 아일라우 전투

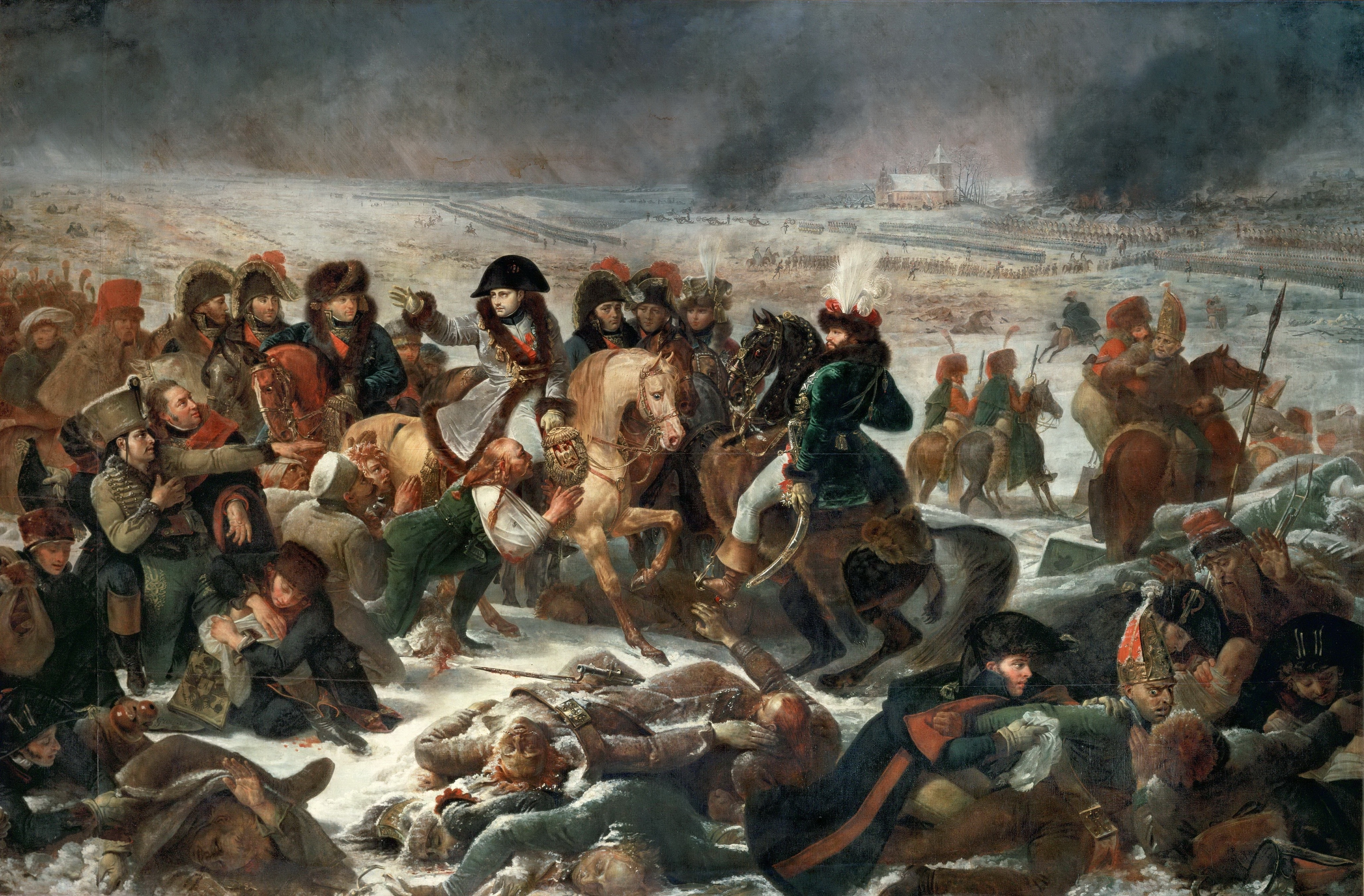
1807년 아일라우 전투의 나폴레옹

프리드리히 빌헬름 3세는 동프로이센에 몽진하여 쾨니히스베르크를 임시 수도로 삼았다. 러시아는 10만 명의 원군을 동프로이센에 집결시켰다. 나폴레옹은 폴란드로 진군했고, 폴란드는 나폴레옹을 조국의 해방자로 열렬히 환영했다.
1807년 1월, 추위를 뚫고 프랑스군은 쾨니히스베르크 향해 침공하였다. 2월 7일-8일 러시아-프로이센 연합군과 《아일라우 전투》에서 충돌했다. 블리자드의 전투는 어려운 전투가 되었고, 프랑스군은 러시아군의 철수로 신승을 얻는다, 양군 모두 엄청난 사상자를 내었고, 결론은 나지 않았다. 프랑스군은 일단 후퇴를 루훼부루를 사령탑으로 3월 18일부터 단치히 자유시의 공방전을 시작했고 5월 27일 프로이센군 수비대가 항복했다.

### 프리틀란트 전투
러시아군도 조직을 정비하고 6월 활동을 재개한다. 6월 10일 하이루스베르크 전투에서 프랑스군에 대해 전략적인 승리를 거두기 위해 후퇴를 선택했다. 나폴레옹은 러시아군을 쫓는 것이 아니라, 그 출격 거점을 타격하기 위해 쾨니히스베르크로 군을 이동시켰다. 러시아군은 가장 동쪽 깊숙히 진격해온 란누 군단을 공격하려 시도했지만, 나폴레옹이 이끄는 프랑스군 주력에 포착되었고, 6월 14일 《프리틀란트 전투》에서 큰 타격을 받았다. 6월 16일 스르트가 쾨니히스베르크를 점령했고, 프로이센은 완전히 패배했다.

## 전후 처리
7월 7일 - 9일, 《틸지트 조약》이 체결되었고 러시아와 프로이센은 프랑스와 강화를 하고, 동맹에서 탈퇴했다. 나폴레옹은 프로이센에서 할양했던 영토에 베스트팔렌 왕국을 건국하고, 동생 제롬 보나파르트를 왕으로 즉위시켰다. 또한 폴란드를 독립시켜 바르샤바 공국을 건국했다. 따라서 나폴레옹은 중유럽 및 동유럽의 패권을 차지하게 된다.
이후, 대륙봉쇄령에 참여를 거부한 스웨덴 대해 나폴레옹은 러시아 황제 알렉산드르 1세와 회담을 했고, 다음 해인 1808년, 러시아-스웨덴 전쟁을 일으키게 했다. 따라서 나폴레옹은 북유럽도 제압했다.

## 같이 보기
- 대프랑스 동맹